# Символічна збірна СРСР з хокею із шайбою
Щорічно, по завершенні сезону, президія Федерації хокею СРСР визначала шість найкращих хокеїстів країни: воротаря, пару захисників та трьох нападників. Найбільшу кількість разів обирався до списку Владислав Третьяк (14). Воротарі Микола Пучков та Віктор Коноваленко були назнаві найкращими на своїй позиції вісім та сім разів відповідно. По дев'ять разів найкращими захисниками визнавалися Олександр Рагулін, В'ячеслав Фетісов та Олексій Касатонов. Серед нападників найкращий показник у Сергія Макарова (10). Євген Бабич обирався до трійки найкращих гравців лінії атаки дев'ять разів, а Всеволод Бобров та В'ячеслав Старшинов — по вісім.

## 1947–1950

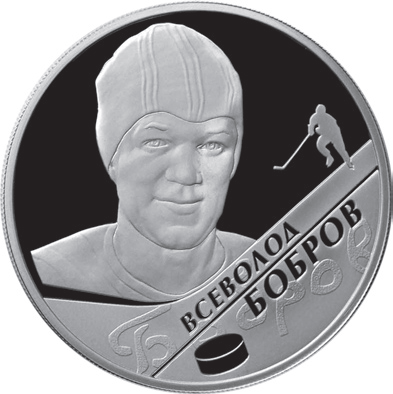
Пам'ятна монета із зображенням Всеволода Боброва

| Рік  | Воротар                 | Захисники                                | Нападники                                                     |
| ---- | ----------------------- | ---------------------------------------- | ------------------------------------------------------------- |
| 1947 | Х. Меллупс («Динамо» Р) | В. Никаноров (ЦБЧА) О. Виноградов (ЦБЧА) | Є. Бабич (ЦБЧА) З. Зікмунд («Спартак») І. Новиков («Спартак») |
| 1948 | Х. Меллупс («Динамо» Р) | В. Никаноров (ЦБЧА) О. Виноградов (ВПС)  | Є. Бабич (ЦБЧА) А. Тарасов (ЦБЧА) В. Бобров (ЦБЧА)            |
| 1949 | Х. Меллупс («Динамо» Р) | В. Никаноров (ЦБЧА) О. Виноградов (ВПС)  | Є. Бабич (ЦБЧА) О. Гуришев («Крила Рад») І. Новиков (ВПС)     |
| 1950 | Х. Меллупс (ВПС)        | В. Никаноров (ЦБЧА) О. Виноградов (ВПС)  | Є. Бабич (ВПС) В. Шувалов (ВПС) В. Бобров (ВПС)               |

## 1951–1960

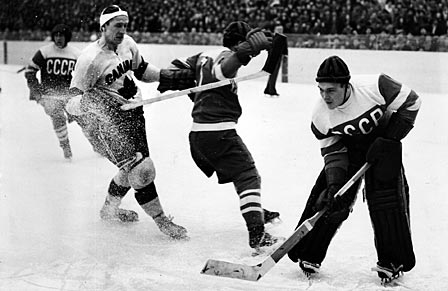
Микола Пучков (крайній справа)

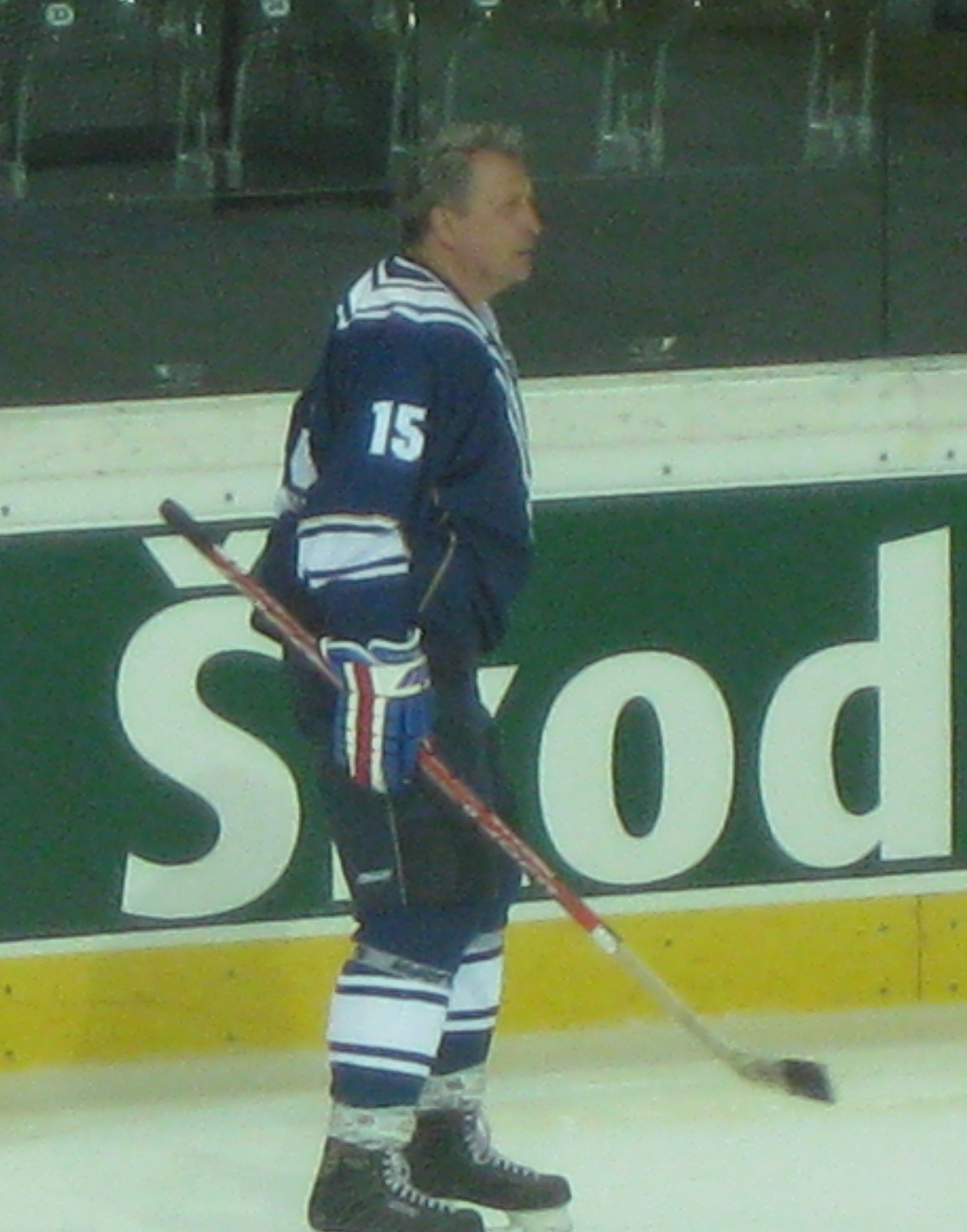
Олександр Якушев

| Рік  | Воротар            | Захисники                                        | Нападники                                                          |
| ---- | ------------------ | ------------------------------------------------ | ------------------------------------------------------------------ |
| 1951 | Г. Мкртичан (ВПС)  | М. Сологубов (ЦБЧА) О. Виноградов (ВПС)          | Є. Бабич (ВПС) В. Шувалов (ВПС) В. Бобров (ВПС)                    |
| 1952 | Г. Мкртичан (ВПС)  | М. Сологубов (ЦБЧА) О. Виноградов (ВПС)          | Є. Бабич (ВПС) В. Шувалов (ВПС) В. Бобров (ВПС)                    |
| 1953 | Г. Мкртичан (ВПС)  | М. Сологубов (ЦБЧА) А. Кучевський («Крила Рад»)  | Є. Бабич (ВПС) В. Шувалов (ВПС) О. Уваров («Динамо» М)             |
| 1954 | М. Пучков (ЦБРА)   | Д. Уколов (ЦБРА) А. Кучевський («Крила Рад»)     | Є. Бабич (ЦБРА) В. Шувалов (ЦБРА) В. Бобров (ЦБРА)                 |
| 1955 | М. Пучков (ЦСК МО) | М. Сологубов (ЦСК МО) І. Трегубов (ЦСК МО)       | Є. Бабич (ЦСК МО) О. Гуришев («Крила Рад») В. Бобров (ЦСК МО)      |
| 1956 | М. Пучков (ЦСК МО) | М. Сологубов (ЦСК МО) І. Трегубов (ЦСК МО)       | Ю. Крилов («Динамо» М) О. Гуришев («Крила Рад») В. Бобров (ЦСК МО) |
| 1957 | М. Пучков (ЦСК МО) | М. Сологубов (ЦСК МО) І. Трегубов (ЦСК МО)       | К. Локтєв (ЦСК МО) О. Гуришев («Крила Рад») В. Бобров (ЦСК МО)     |
| 1958 | М, Пучков (ЦСК МО) | І. Рижов («Локомотив» М) І. Трегубов (ЦСК МО)    | К. Локтєв (ЦСК МО) В. Єлизаров (ЦСК МО) В. Александров (ЦСК МО)    |
| 1959 | М. Пучков (ЦСК МО) | М. Сологубов (ЦСК МО) Г. Сидоренков (ЦСК МО)     | К. Локтєв (ЦСК МО) Є. Грошев («Крила Рад») Б. Майоров («Спартак»)  |
| 1960 | М. Пучков (ЦСКА)   | Г. Сидоренков (ЦСКА) А. Кучевський («Крила Рад») | К. Локтєв (ЦСКА) Є. Грошев («Крила Рад») В. Александров (ЦСКА)     |

## 1961–1970

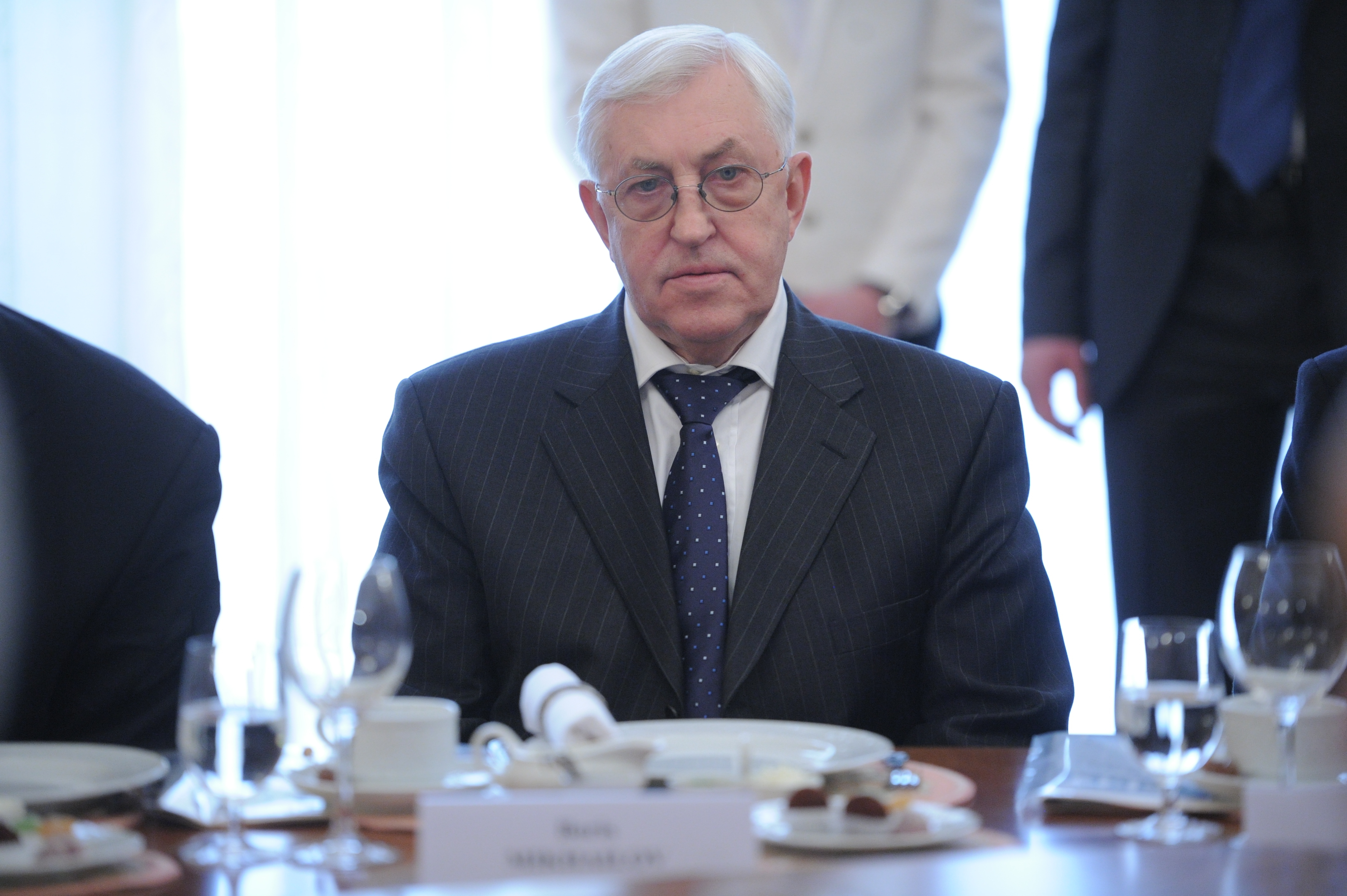
Борис Михайлов

| Рік  | Воротар                    | Захисники                                       | Нападники                                                                      |
| ---- | -------------------------- | ----------------------------------------------- | ------------------------------------------------------------------------------ |
| 1961 | В. Чинов («Динамо» М)      | Г. Сидоренков (ЦСКА) О. Рагулін («Хімік»)       | О. Альметов (ЦСКА) О. Короленко («Металург» Нк) Ю. Парамошкін («Електросталь») |
| 1962 | М. Пучков (ЦСКА)           | В. Давидов («Динамо» М) О. Рагулін (ЦСКА)       | О. Альметов (ЦСКА) Є. Грошев («Крила Рад») Б. Майоров («Спартак»)              |
| 1963 | В. Коноваленко («Торпедо») | Е. Іванов (ЦСКА) О. Рагулін (ЦСКА)              | О. Альметов (ЦСКА) В. Старшинов («Спартак») В. Юрзінов («Динамо» М)            |
| 1964 | В. Коноваленко («Торпедо») | Е. Іванов (ЦСКА) О. Рагулін (ЦСКА)              | А. Фірсов (ЦСКА) В. Старшинов («Спартак») В. Якушев («Локомотив» М)            |
| 1965 | В. Коноваленко («Торпедо») | Е. Іванов (ЦСКА) В. Кузькін (ЦСКА)              | К. Локтєв (ЦСКА) В. Старшинов («Спартак») В. Якушев («Локомотив» М)            |
| 1966 | В. Коноваленко («Торпедо») | В. Давидов («Динамо» М) О. Рагулін (ЦСКА)       | А. Фірсов (ЦСКА) В. Старшинов («Спартак») В. Александров (ЦСКА)                |
| 1967 | В. Коноваленко («Торпедо») | В. Давидов («Динамо» М) О. Рагулін (ЦСКА)       | А. Фірсов (ЦСКА) В. Старшинов («Спартак») Б. Майоров («Спартак»)               |
| 1968 | В. Коноваленко («Торпедо») | В. Давидов («Динамо» М) О. Рагулін (ЦСКА)       | А. Фірсов (ЦСКА) В. Старшинов («Спартак») В. Александров (ЦСКА)                |
| 1969 | В. Зінгер («Спартак»)      | В. Давидов («Динамо» М) О. Рагулін (ЦСКА)       | А. Фірсов (ЦСКА) В. Старшинов («Спартак») Б. Михайлов (ЦСКА)                   |
| 1970 | В. Коноваленко («Торпедо») | В. Давидов («Динамо» М) Є. Паладьєв («Спартак») | В. Вікулов (ЦСКА) В. Старшинов («Спартак») О. Мальцев («Динамо» М)             |

## 1971–1980

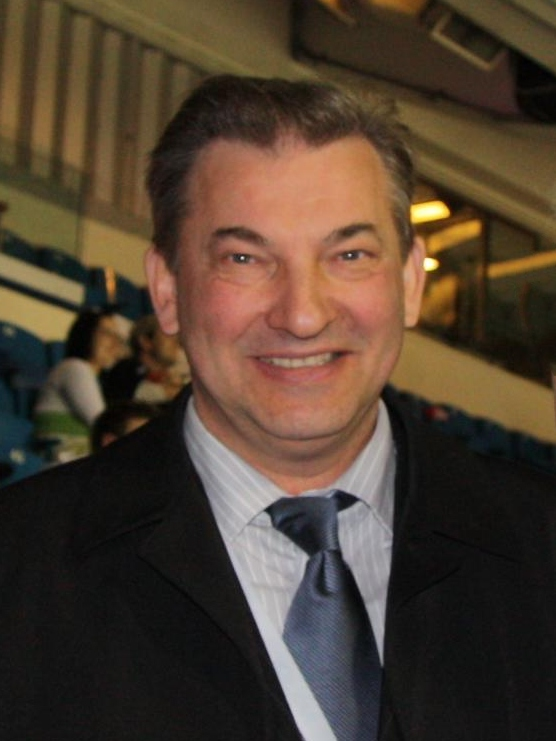
Владислав Третьяк

| Рік  | Воротар           | Захисники                                         | Нападники                                                         |
| ---- | ----------------- | ------------------------------------------------- | ----------------------------------------------------------------- |
| 1971 | В. Третьяк (ЦСКА) | В. Лутченко (ЦСКА) В. Кузькін (ЦСКА)              | В. Вікулов (ЦСКА) О. Мальцев («Динамо» М) В. Харламов (ЦСКА)      |
| 1972 | В. Третьяк (ЦСКА) | В. Лутченко (ЦСКА) О. Рагулін (ЦСКА)              | В. Вікулов (ЦСКА) О. Мальцев («Динамо» М) В. Харламов (ЦСКА)      |
| 1973 | В. Третьяк (ЦСКА) | В. Лутченко (ЦСКА) В. Васильєв («Динамо» М)       | Б. Михайлов (ЦСКА) В. Петров (ЦСКА) В. Харламов (ЦСКА)            |
| 1974 | В. Третьяк (ЦСКА) | В. Лутченко (ЦСКА) В. Васильєв («Динамо» М)       | Б. Михайлов (ЦСКА) О. Мальцев («Динамо» М) В. Харламов (ЦСКА)     |
| 1975 | В. Третьяк (ЦСКА) | В. Лутченко (ЦСКА) В. Васильєв («Динамо» М)       | Б. Михайлов (ЦСКА) В. Петров (ЦСКА) В. Харламов (ЦСКА)            |
| 1976 | В. Третьяк (ЦСКА) | В. Лутченко (ЦСКА) В. Васильєв («Динамо» М)       | В. Шалімов («Спартак») О. Якушев («Спартак») В. Харламов (ЦСКА)   |
| 1977 | В. Третьяк (ЦСКА) | В. Лутченко (ЦСКА) В. Васильєв («Динамо» М)       | Б. Михайлов (ЦСКА) В. Петров (ЦСКА) Х. Балдеріс («Динамо» Р)      |
| 1978 | В. Третьяк (ЦСКА) | В. Фетісов (ЦСКА) В. Васильєв («Динамо» М)        | Б. Михайлов (ЦСКА) О. Мальцев («Динамо» М) В. Харламов (ЦСКА)     |
| 1979 | В. Третьяк (ЦСКА) | В. Первухін («Динамо» М) В. Васильєв («Динамо» М) | Б. Михайлов (ЦСКА) В. Петров (ЦСКА) С. Макаров (ЦСКА)             |
| 1980 | В. Третьяк (ЦСКА) | В. Фетісов (ЦСКА) О. Касатонов (ЦСКА)             | С. Макаров (ЦСКА) О. Мальцев («Динамо» М) О. Голіков («Динамо» М) |

## 1981–1991

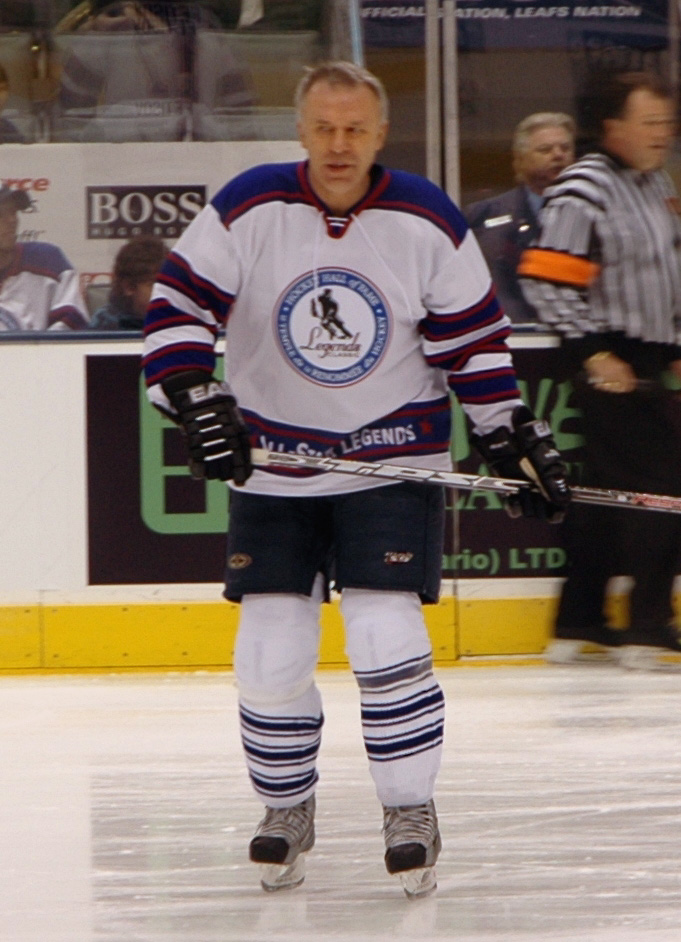
В'ячеслав Фетісов

| Рік  | Воротар                  | Захисники                                        | Нападники                                                         |
| ---- | ------------------------ | ------------------------------------------------ | ----------------------------------------------------------------- |
| 1981 | В. Третьяк (ЦСКА)        | В. Васильєв («Динамо» М) О. Касатонов (ЦСКА)     | С. Макаров (ЦСКА) О. Мальцев («Динамо» М) С. Капустін («Спартак») |
| 1982 | В. Третьяк (ЦСКА)        | В. Фетісов (ЦСКА) О. Касатонов (ЦСКА)            | С. Макаров (ЦСКА) В. Шалімов («Спартак») В. Крутов (ЦСКА)         |
| 1983 | В. Третьяк (ЦСКА)        | В. Фетісов (ЦСКА) О. Касатонов (ЦСКА)            | С. Макаров (ЦСКА) І. Ларіонов (ЦСКА) В. Крутов (ЦСКА)             |
| 1984 | В. Третьяк (ЦСКА)        | В. Фетісов (ЦСКА) О. Касатонов (ЦСКА)            | С. Макаров (ЦСКА) М. Дроздецький (ЦСКА) В. Крутов (ЦСКА)          |
| 1985 | В. Мишкін («Динамо» М)   | В. Фетісов (ЦСКА) О. Касатонов (ЦСКА)            | С. Макаров (ЦСКА) А. Семенов («Динамо» М) В. Крутов (ЦСКА)        |
| 1986 | Є. Бєлошейкін (ЦСКА)     | В. Фетісов (ЦСКА) О. Касатонов (ЦСКА)            | С. Макаров (ЦСКА) І. Ларіонов (ЦСКА) В. Крутов (ЦСКА)             |
| 1987 | Є. Бєлошейкін (ЦСКА)     | В. Фетісов (ЦСКА) О. Касатонов (ЦСКА)            | С. Макаров (ЦСКА) І. Ларіонов (ЦСКА) В. Крутов (ЦСКА)             |
| 1988 | С. Мильников («Трактор») | В. Фетісов (ЦСКА) О. Касатонов (ЦСКА)            | С. Макаров (ЦСКА) І. Ларіонов (ЦСКА) В. Крутов (ЦСКА)             |
| 1989 | Не визначалися           | Не визначалися                                   | Не визначалися                                                    |
| 1990 | А. Ірбе («Динамо» Р)     | М. Татаринов («Динамо» М) В. Константинов (ЦСКА) | А. Хомутов (ЦСКА) В. Биков (ЦСКА) В. Каменський (ЦСКА)            |
| 1991 | О. Марьїн («Спартак»)    | Є. Попихін («Динамо» М) В. Константинов (ЦСКА)   | П. Буре (ЦСКА) О. Семак («Динамо» М) В. Каменський (ЦСКА)         |

## Сумарні клубні показники

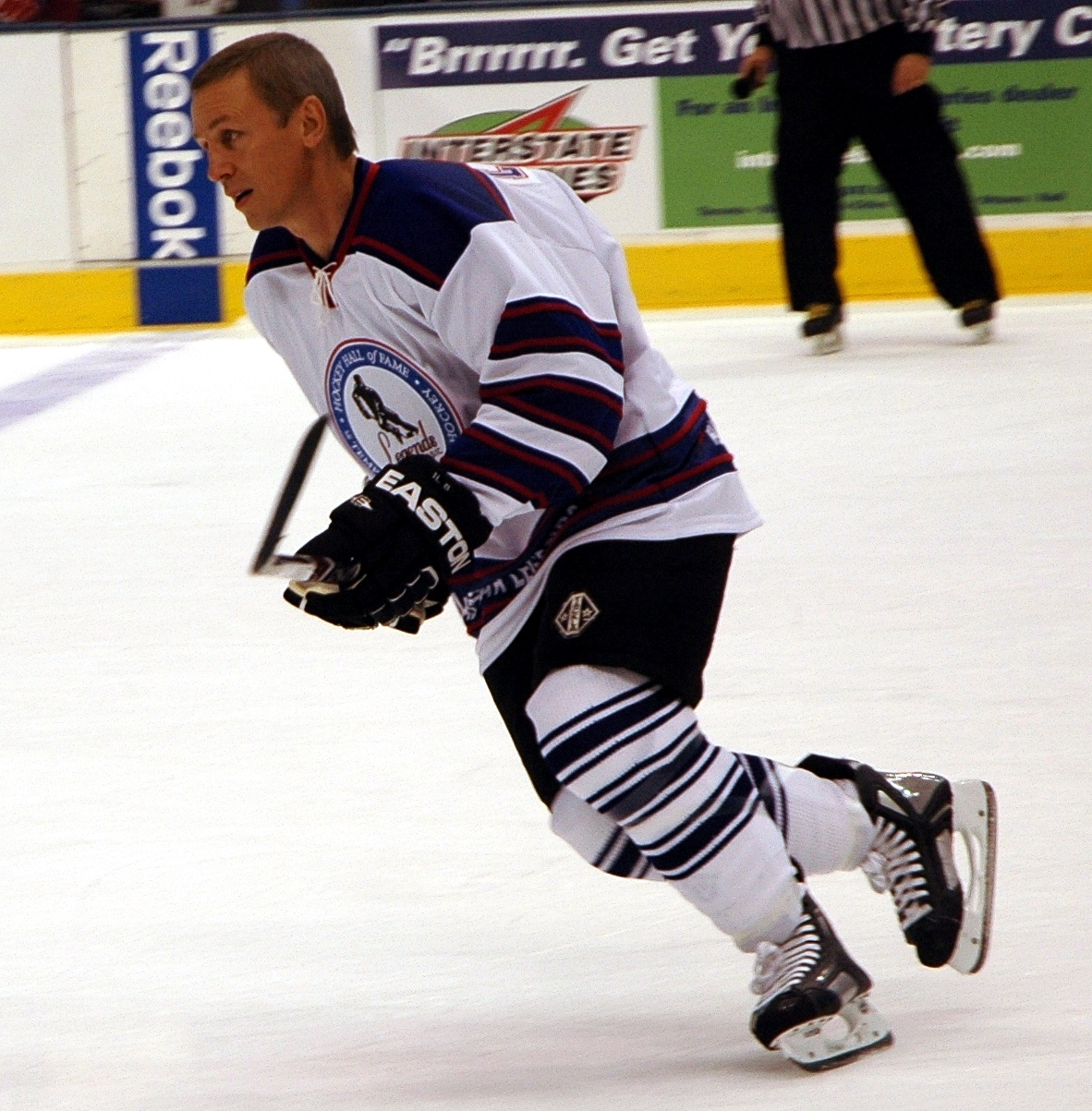
Ігор Ларіонов

| Команда                   | Воротарі | Захисники | Нападники | Всього |
| ------------------------- | -------- | --------- | --------- | ------ |
| ЦСКА (Москва)             | 24       | 60        | 78        | 162    |
| «Динамо» (Москва)         | 2        | 17        | 13        | 32     |
| ВПС (Москва)              | 4        | 5         | 12        | 21     |
| «Спартак» (Москва)        | 2        | 1         | 17        | 20     |
| «Крила Рад» (Москва)      | 0        | 3         | 7         | 10     |
| «Торпедо» (Горький)       | 7        | 0         | 0         | 7      |
| «Динамо» (Рига)           | 4        | 0         | 1         | 5      |
| «Локомотив» (Москва)      | 0        | 1         | 2         | 3      |
| «Трактор» (Челябінськ)    | 1        | 0         | 0         | 1      |
| «Хімік» (Воскресенськ)    | 0        | 1         | 0         | 1      |
| «Металург» (Новокузнецьк) | 0        | 0         | 1         | 1      |
| «Електросталь»            | 0        | 0         | 1         | 1      |